# Brian Labone
Brian Leslie Labone (Liverpool, 1940. január 23. – Liverpool, 2006. április 24.) angol válogatott labdarúgó.
Az angol válogatott tagjaként részt vett az 1968-as Európa-bajnokságon és az 1970-es világbajnokságon.

## Pályafutása

### A válogatottban
1962 és 1970 között 26 alkalommal szerepelt az angol válogatottban. Tagja volt az 1968-as Európa-bajnokságon bronzérmet szerző csapatnak.

## Sikerei, díjai
Everton
- Angol bajnok (2): 1962–63, 1969–70
- Angol kupa (1): 1966
- Angol szuperkupa (2): 1963, 1970

Anglia
- Európa-bajnoki bronzérmes (1): 1968